# سیلوستره کونتی
سیلوستره کونتی (انگلیسی: Silvestre Conti; ۹ دسامبر ۱۹۰۱ – تاریخ ورودی نامعتبر است) بازیکن فوتبال اهل آرژانتین بود.
وی همچنین در تیم ملی فوتبال آرژانتین بازی کرده‌است.